# Mall (píseň)
„Mall“ (v českém překladu „Touha“) je píseň albánského zpěváka a skladatele Eugenta Bushpepy. Písničkář s touto skladbou vyhrál 56. ročník albánské hudební soutěže Festivali i Këngës a díky tomu s ní reprezentoval Albánii na 63. ročníku soutěže Eurovision Song Contest v Lisabonu v květnu 2018.